# Cuthona rubescens
Cuthona rubescens är en snäckart som beskrevs av Picton och Brown 1978. Cuthona rubescens ingår i släktet Cuthona och familjen Tergipedidae. Inga underarter finns listade i Catalogue of Life.